# Байкадамський сільський округ
Байкада́мський сільський округ (каз. Байқадам ауылдық округі, рос. Байкадамский сельский округ) — адміністративна одиниця у складі Сарисуського району Жамбильської області Казахстану. Адміністративний центр та єдиний населений пункт — село Саудакент.
Населення — 5275 осіб (2021; 5313 у 2009, 5864 у 1999, 7377 у 1989).
Станом на 1989 рік існувала Байкадамська сільська рада (села Байкадам, Жанаталап, Жаркукдук, Уюм). 1997 року до складу Байкадамського сільського округу був включений ліквідований Комунарський сільський округ, однак 2001 року округ був відновлений вже як Ігліцький сільський округ. 2002 року зі складу округу був виділений Жанаталапський сільський округ. Село Жаркудук було ліквідовано 2019 року.

## Склад
До складу округу входять такі населені пункти:
| Населений пункт | Старі назви       | Населення, осіб (1989) | Населення, осіб (1999) | Населення, осіб (2009) | Населення, осіб (2021) |
| --------------- | ----------------- | ---------------------- | ---------------------- | ---------------------- | ---------------------- |
| Жаркудук, село  | Ферма №3 Жаркудук | 174                    | 177                    | 237                    | -                      |
| Саудакент, село | Байкадам          | 7203                   | 5864                   | 5313                   | 5275                   |